# Zifta
Zifta (arab. زفتى) – miasto w Egipcie, w muhafazie Al-Gharbijja. W 2006 roku liczyło 93 740 mieszkańców.